# Tnine Aglou
Tnine Aglou (en àrab اثنين أگلو, Iṯnīn Aglū; en amazic ⵜⵏⵉⵏ ⴰⴳⵍⵓ) és una comuna rural de la província de Tiznit, a la regió de Souss-Massa, al Marroc. Segons el cens de 2014 tenia una població total de 10.240 persones.
La vila allotja la "Ribat al-Murabitin" una de les ribats més antigues del Marroc on el fundador de la dinastia almoràvit, Abdallah ibn Yasin va estudiar amb Uggwag ibn Zalwi, qui hi és enterrat.